# Сретен Жујовић
Сретен Жујовић Црни (Мала Врбица, код Младеновца, 24. јун 1899 — Београд, 28. новембар 1976) био је учесник Првог светског рата и Народноослободилачке борбе, правник и друштвено-политички радник СФРЈ и СР Србије.

## Биографија
Рођен је 24. јуна 1899. године у селу Мала Врбица, код Младеновца, у имућној породици. У раном детињству се преселио у Београд, где је завршио основну школу и гимназију. Ту га је затекао Први светски рат. По избијању рата, отишао је у Легију странаца и борио се на Западном (француском) фронту против Кајзерове Немачке.
По завршетку рата се враћа у земљу и почиње да се оријентише према радничком покрету. У Краљевини СХС је учествовао у класној борби преко синдиката и то одмах по формирању КПЈ, 1919. године.
У Комунистичку партију Југославије (КПЈ) је примљен 1924. године. Током 1931. године живео је у Београду, затим у Јагодини где је живео са породицом али и избегао хапшење склањајући се у Аранђеловац. Неколико пута је долазио у сукобе са владајућим режимом, који га је прогонио као опасног комунистичког идеолога. У таквим околностима, илегалним путевима напушта земљу 1933. године и одлази у Париз, где је завршио права на Сорбони. Затим одлази у Совјетски Савез и долази у прве контакте са представницима Коминтерне.
Као искусан комуниста, примљен је за члана Заграничког бироа Централног комитета КПЈ за време Милана Горкића. На том положају одлази више пута у Париз, где се упознао са будућим генералним секретаром КПЈ, Јосипом Брозом Титом.
И поред тога што је био велики присталица Милана Горкића, Тито га је уврстио у чланство ЦК КПЈ 1938. године у Шмартној Гори. Ту је радио на обнављању партијских организација у Србији, које су биле разбијене у време Шестојануарске диктатуре. На Петој земаљској конференцији КПЈ, октобра 1940. године у Загребу, изабран је за члана Централног комитета на предлог Тита.

### Народноослободилачка борба
За време окупације Краљевине Југославије, Сретен Жујовић се стално налазио у партијском активу, где је, заједно са Александром Ранковићем, Иваном Милутиновићем, Благојем Нешковићем и Спасенијом Цаном Бабовић, радио на консолидацији партијских организација, да би им се почетком маја 1941. године у Београду придружио и сам Јосип Броз Тито.
У вили Владислава Рибникара на Дедињу, Жујовић је заједно са Јосипом Брозом Титом, Александром Ранковићем, Ивом Лолом Рибаром, Милованом Ђиласом и Светозаром Вукмановићем Темпом, 4. јула 1941. учествовао на седници Политбироа ЦК КПЈ, на којој је одлучено да се пређе на општи народни устанак народа Југославије уместо до тада вршених саботажа и диверзија. По формирању Главног штаба НОПОЈ-а неколико дана раније, 27. јуна 1941. године, Жујовић улази као члан Главног штаба, а по формирању Главног штаба НОП одреда Србије, одређен је за команданта Главног штаба, заједно са Филипом Кљајићем, Родољубом Чолаковићем, Бранком Крсмановићем и Николом Груловићем.
Учествовао је на војном саветовању у Дуленима и Столицама у септембру 1941. године. За време Ужичке Републике, био је повереник Народног одбора за финансије и био је присутан у преговорима између Тита и Драже Михаиловића у Струганику и Брајићима, октобра 1941. године.
По повлачењу главнине партизанских снага из Србије, био је лакше рањен и прешао је на територију Санџака заједно са Филипом Кљајићем, да би се од тада па све до половине 1944. године налазио са Врховним штабом НОВ и ПОЈ.
На Првом заседању АВНОЈ-а, новембра 1942. године, изабран је за члана његовог Председништва, а на Другом, новембра 1943. године, за повереника за саобраћај у Националном комитету ослобођења Југославије (НКОЈ).
У време немачког десанта на Дрвар, 25. маја 1944. године, Жујовић се налазио са Врховним штабом НОВ и ПОЈ у дрварској пећини. Заједно са Александром Ранковићем и Арсом Јовановићем организовао је одбрану пећине, уз помоћ бораца две чете Пратећег батаљона, којима су у помоћ притекли слушаоци Официрске школе, а потом и борци Треће личке пролетерске ударне бригаде. Кад се Ранковић пробио до терена који још увек није био на удару непријатељских јединица, по куриру је послао Жујовићу поруку који пут следити до безбедног терена. Жујовић је тада организовао евакуацију Врховног штаба и по Ранковићевим упутствима их извео из пећине на гребен Градина, одакле су потом отишли у село Потоци.
У Београд поново долази 23. октобра 1944. године и учествује у првим органима власти по ослобођењу града. После ослобођења Србије, учествовао је у стварању Народног ослободилачког фронта Србије и синдикалних организација.
На конституисању Јединственог народноослободилачког фронта (ЈНОФ) Србије, 14. новембра 1944. године у Београду, ушао је у његов састав као потпредседник Покрајинског комитета КПЈ за Србију.
Учествовао је и у конституисању Антифашистичке скупштине народног ослобођења Србије (АСНОС) од 9. до 12. новембра 1944. године у Београду, када је изабран у њено Председништво. По формирању привремене владе ДФЈ, марта 1945. године у Београду, Жујовић је вршио функцију министра финансија.
На првим изборима за народне посланике Уставотворне скупштине ДФЈ, кандидован је за посланика из Другог Београдског рејона и по победи снага Народног фронта, постао је народни посланик нове Скупштине и члан првог сазива Президијума Народне скупштине ФНРЈ. Дана 16. децембра 1947. године унапређен је у чин генерал-пуковника и убрзо преведен у резерву да би се посветио политичкој каријери. У првој Влади ФНРЈ, вршио је функцију Савезног министра за финансије.

### Информбиро
По избијању првих несугласица између Информбироа и КПЈ, стао је против ставова југословенског Централног комитета и подржавао линију Информбироа. На седници ЦК КПЈ, која је одржана на Дедињу, 12. априла 1948. године, устао је одлучно против слања писма ЦК КПСС, као одговор на оптужбе које су изнесене у ранијем писму против ЦК КПЈ. Идућег дана, поново се састао ЦК КПЈ и дискутовао о Жујовићем испаду.
Сретен Жујовић је искључен из Политбироа ЦК КПЈ и удаљен са свих функција на Петом конгресу КПЈ, јула 1948. године. Налазио се краткотрајно у кућном притвору, а потом у остацима затвора Главњача у Београду. Био је строго изолован — није добијао никакву штампу и то је спровођено толико стриктно да су скидане и налепнице са шибица. У изолацији је ради `сламања` задржан две и по године, а да против њега није вршена никаква истрага. У време најтежих сукоба са Информбироом, приступило се решавању његовог случаја, који је совјетска пропаганда непрекидно оживљавала. По Ђиласовој и Кардељевој препоруци му је дата документација о судском процесу против мађарског револуционара Ласла Рајка, да би се после тога изашло у сусрет и његовој жељи да добије све комплете „Борбе” од дана његовог хапшења, на основу чега је увидео природу совјетске политике као империјалистичке и по сопственој жељи, 11. новембра 1950. дао изјаву Централном комитету КПЈ, а затим слично упутио и листу  „Борба”, где је говорио о својим заблудама и грешкама које је починио према КПЈ. На јавној конференцији за штампу 25. новембра 1950. у присуству многобројних иностраних новинара, Жујовић је причао о својим заблудама, говорећи да је добио заслужену казну.
Тада је пуштен из затвора, а након пада Ранковића, који се томе противио, поново је примљен у Савез комуниста Југославије (СКЈ), али само као члан. На прослави 50-годишњице СКЈ, на централној свечаности која је одржана у Београду априла 1969, седео је у реду са старим борцима и истакнутим револуционарима. До свог пензионисања, Жујовић је био комерцијални директор листа „Борба” и директор Привредног института. Повукао се из политичког живота 1971. и живео је све до своје смрти у Београду.
Преминуо је 28. новембра 1976. у Београду.
Сретен Жујовић је имао чин генерал-пуковника ЈА у резерви, који му је одузет пресудом Војног суда части града Београда због антипартијске делатности за време Информбироа.
Поред тога, одликован је — Орденом партизанске звезде првог реда, Орденом заслуга за народ првог реда, Орденом за храброст и Партизанском споменицом 1941. Војни суд части му је поред чина одузео и сва поменута одликовања.
Његов син је био Зоран Жујовић (1924—1988) новинар Политике.